# 小行星15838
小行星15838（15838 Auclair）是一颗绕太阳运转的小行星，为主小行星带小行星。该小行星于1995年3月27日发现。

## 轨道参数
小行星15838的轨道半长轴为2.9913873 UA，离心率为0.095。